# Tungvikt i grekisk-romersk stil för herrar i brottning vid olympiska sommarspelen 2004
Herrarnas brottningsturnering i grekisk-romersk stil i viktklassen tungvikt vid olympiska sommarspelen 2008 avgjordes den 24-25 augusti i Aten i Ano Liossia Olympic Hall. 

## Medaljörer
| Klass    | Guld                  | Silver                   | Brons                 |
| Tungvikt | Karam Gaber · Egypten | Ramaz Nozadze · Georgien | Mehmet Özal · Turkiet |

## Resultat

### Förkortningar
- EF — Vinst genom förverkande, förloraren ej plancerad
- E2 — Båda brottarna diskvalificerade för brott mot reglerna
- EV — Diskvalifikation från samtliga tävlingar för brott mot reglerna
- EX — 3 varningar eller brott mot reglerna
- PA — Skada/uteblivande
- PO — Vinst efter poäng, förloraren utan teknik-poäng
- PP — Vinst efter poäng, förloraren med teknik-poäng
- SP — Teknisk överlägsenhet, 10 poängs skillnad, förloraren hade poäng
- ST — Teknisk överlägsenhet, 10 poängs skillnad, förloraren utan poäng
- TO — Vinst efter fall
- KP — Klassificeringspoäng
- TP — Tekniska poäng

### Utslagningsronder

#### Grupp 1
| Tävlande               | Spelade | Vunna | Förlorade | KP | TP |
| ---------------------- | ------- | ----- | --------- | -- | -- |
| Gogi Koguashvili (RUS) | 2       | 2     | 0         | 6  | 8  |
| Sergej Lisjtvan (BLR)  | 2       | 1     | 1         | 4  | 0  |
| Martin Lidberg (SWE)   | 2       | 0     | 2         | 1  | 1  |

|                        | Poäng |                        | KP     |
| ---------------------- | ----- | ---------------------- | ------ |
| Gogi Koguashvili (RUS) | 3–1   | Martin Lidberg (SWE)   | 3–1 PP |
| Sergej Lisjtvan (BLR)  | 0–5   | Gogi Koguashvili (RUS) | 0–3 PO |
| Martin Lidberg (SWE)   |       | Sergej Lisjtvan (BLR)  | 0–4 PA |

#### Grupp 2
| Tävlande             | Spelade | Vunna | Förlorade | KP | TP |
| -------------------- | ------- | ----- | --------- | -- | -- |
| Ramaz Nozadze (GEO)  | 2       | 2     | 0         | 6  | 6  |
| Mirko Englich (GER)  | 2       | 1     | 1         | 4  | 4  |
| Davyd Saldadze (UKR) | 2       | 0     | 2         | 2  | 2  |

|                      | Poäng |                      | KP     |
| -------------------- | ----- | -------------------- | ------ |
| Ramaz Nozadze (GEO)  | 3–1   | Mirko Englich (GER)  | 3–1 PP |
| Davyd Saldadze (UKR) | 1–3   | Ramaz Nozadze (GEO)  | 1–3 PP |
| Mirko Englich (GER)  | 3–1   | Davyd Saldadze (UKR) | 3–1 PP |

#### Grupp 3
| Tävlande                | Spelade | Vunna | Förlorade | KP | TP |
| ----------------------- | ------- | ----- | --------- | -- | -- |
| Gennady Chkhaidze (KGZ) | 2       | 2     | 0         | 7  | 15 |
| Kaloyan Dinchev (BUL)   | 2       | 1     | 1         | 5  | 13 |
| John Tarkong (PLW)      | 2       | 0     | 2         | 0  | 0  |

|                         | Poäng |                         | KP     |
| ----------------------- | ----- | ----------------------- | ------ |
| John Tarkong (PLW)      | 0–10  | Gennady Chkhaidze (KGZ) | 0–4 ST |
| Kaloyan Dinchev (BUL)   | 11–0  | John Tarkong (PLW)      | 4–0 ST |
| Gennady Chkhaidze (KGZ) | 5–2   | Kaloyan Dinchev (BUL)   | 3–1 PP |

#### Grupp 4
| Tävlande                 | Spelade | Vunna | Förlorade | KP | TP |
| ------------------------ | ------- | ----- | --------- | -- | -- |
| Masoud Hashemzadeh (IRI) | 2       | 2     | 0         | 7  | 7  |
| Mindaugas Ežerskis (LTU) | 2       | 1     | 1         | 3  | 6  |
| Petru Sudureac (ROU)     | 2       | 0     | 2         | 2  | 3  |

|                          | Poäng |                          | KP     |
| ------------------------ | ----- | ------------------------ | ------ |
| Petru Sudureac (ROU)     | 2–2   | Masoud Hashemzadeh (IRI) | 1–3 PP |
| Mindaugas Ežerskis (LTU) | 3–1   | Petru Sudureac (ROU)     | 3–1 PP |
| Masoud Hashemzadeh (IRI) | 5–3   | Mindaugas Ežerskis (LTU) | 4–0 TO |

#### Grupp 5
| Tävlande                | Spelade | Vunna | Förlorade | KP | TP |
| ----------------------- | ------- | ----- | --------- | -- | -- |
| Mehmet Özal (TUR)       | 2       | 2     | 0         | 6  | 7  |
| Aleksey Cheglakov (UZB) | 2       | 1     | 1         | 3  | 3  |
| Igors Kostins (LAT)     | 2       | 0     | 2         | 1  | 2  |

|                         | Poäng |                         | KP     |
| ----------------------- | ----- | ----------------------- | ------ |
| Aleksey Cheglakov (UZB) | 3–2   | Igors Kostins (LAT)     | 3–1 PP |
| Mehmet Özal (TUR)       | 3–0   | Aleksey Cheglakov (UZB) | 3–0 PO |
| Igors Kostins (LAT)     | 0–5   | Mehmet Özal (TUR)       | 0–3 PO |

#### Grupp 6
| Tävlande             | Spelade | Vunna | Förlorade | KP | TP |
| -------------------- | ------- | ----- | --------- | -- | -- |
| Ernesto Peña (CUB)   | 2       | 2     | 0         | 6  | 8  |
| Lajos Virág (HUN)    | 2       | 1     | 1         | 4  | 5  |
| Garrett Lowney (USA) | 2       | 0     | 2         | 1  | 1  |

|                      | Poäng |                      | KP     |
| -------------------- | ----- | -------------------- | ------ |
| Garrett Lowney (USA) | 1–3   | Ernesto Peña (CUB)   | 1–3 PP |
| Lajos Virág (HUN)    | 4–0   | Garrett Lowney (USA) | 3–0 PO |
| Ernesto Peña (CUB)   | 5–1   | Lajos Virág (HUN)    | 3–1 PP |

#### Grupp 7
| Tävlande                    | Spelade | Vunna | Förlorade | KP | TP |
| --------------------------- | ------- | ----- | --------- | -- | -- |
| Karam Gaber (EGY)           | 3       | 3     | 0         | 10 | 20 |
| Georgios Koutsioumpas (GRE) | 3       | 2     | 1         | 7  | 13 |
| Marek Sitnik (POL)          | 3       | 1     | 2         | 4  | 5  |
| Asset Mambetov (KAZ)        | 3       | 0     | 3         | 0  | 0  |

|                             | Poäng |                      | KP     |
| --------------------------- | ----- | -------------------- | ------ |
| Georgios Koutsioumpas (GRE) | 4–0   | Asset Mambetov (KAZ) | 3–0 PO |
| Karam Gaber (EGY)           | 6–0   | Marek Sitnik (POL)   | 3–0 PO |
| Georgios Koutsioumpas (GRE) | 6–11  | Karam Gaber (EGY)    | 1–3 PP |
| Asset Mambetov (KAZ)        | 0–3   | Marek Sitnik (POL)   | 0–3 PO |
| Georgios Koutsioumpas (GRE) | 3–2   | Marek Sitnik (POL)   | 3–1 PP |
| Asset Mambetov (KAZ)        | 0–3   | Karam Gaber (EGY)    | 0–4 TO |

### Utslagningsträd
|  | Kvartsfinaler            | Kvartsfinaler            | Kvartsfinaler |  |  | Semifinaler              | Semifinaler              | Semifinaler       |    |                     | Final                    | Final                    | Final      |
|  |                          |                          |               |  |  |                          |                          |                   |    |                     |                          |                          |            |
|  | Gogi Koguashvili (RUS)   | Gogi Koguashvili (RUS)   | 0             |  |  |                          |                          |                   |    |                     |                          |                          |            |
|  | Ramaz Nozadze (GEO)      | Ramaz Nozadze (GEO)      | 3             |  |  | Ramaz Nozadze (GEO)      | Ramaz Nozadze (GEO)      | 4                 |    |                     |                          |                          |            |
|  | Gennady Chkhaidze (KGZ)  | Gennady Chkhaidze (KGZ)  | 1             |  |  | Masoud Hashemzadeh (IRI) | Masoud Hashemzadeh (IRI) | 2                 |    |                     |                          |                          |            |
|  | Masoud Hashemzadeh (IRI) | Masoud Hashemzadeh (IRI) | 3             |  |  |                          |                          |                   |    | Ramaz Nozadze (GEO) | Ramaz Nozadze (GEO)      | 1                        |            |
|  | Mehmet Özal (TUR)        | Mehmet Özal (TUR)        | 4             |  |  |                          | Karam Gaber (EGY)        | Karam Gaber (EGY) | 12 |                     |                          |                          |            |
|  | Ernesto Peña (CUB)       | Ernesto Peña (CUB)       | 1             |  |  | Mehmet Özal (TUR)        | Mehmet Özal (TUR)        | 0                 |    |                     |                          |                          |            |
|  |                          |                          |               |  |  | Karam Gaber (EGY)        | Karam Gaber (EGY)        | 11                |    |                     | Bronsmatch               | Bronsmatch               | Bronsmatch |
|  |                          |                          |               |  |  |                          |                          |                   |    |                     |                          |                          |            |
|  |                          |                          |               |  |  |                          |                          |                   |    |                     | Masoud Hashemzadeh (IRI) | Masoud Hashemzadeh (IRI) | 2          |
|  |                          |                          |               |  |  |                          |                          |                   |    |                     | Mehmet Özal (TUR)        | Mehmet Özal (TUR)        | 3          |

|  | 5:e plats |                         |   |  |
|  |           |                         |   |  |
|  | 1         | Gennady Chkhaidze (KGZ) | 0 |  |
|  | 1         | Gennady Chkhaidze (KGZ) | 0 |  |
|  | 2         | Ernesto Peña (CUB)      | 4 |  |